# Caroline Branchu

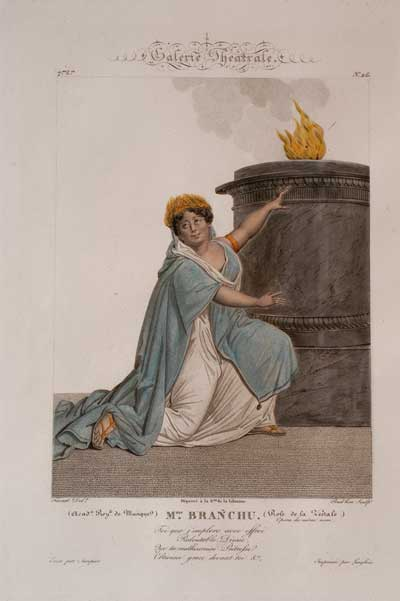
Caroline Branchu als Julia in La Vestale von Gaspare Spontini.

Rose Timoléone Caroline Branchu, geborene Chevalier de Lavit (* 2. November 1780 in Cap-Français, Saint-Domingue; † 14. Oktober 1850 in Passy bei Paris) war eine französische Opernsängerin (Sopran).

## Leben und Wirken
Sie war die Tochter des Offiziers Jean-Joseph Lavit und dessen Ehefrau Marie-Madeleine Broccard. Sie wuchs in der französischen Kolonie auf der Insel Hispaniola auf und erfuhr die typische Erziehung einer höheren Tochter.
Um ihre musikalische Begabung zu fördern, kam Branchu 1797 nach Paris und begann am 11. Juli ihre Ausbildung am dortigen Konservatorium. Joseph de Saint-Georges war einer ihrer Lehrer und Förderer. Bereits im darauffolgenden Jahr gewann sie als Sängerin einen Wettbewerb des Konservatoriums und 1799 wurde sie ihrer Rezitation wegen ebenfalls mit einem ersten Preis ausgezeichnet.
Am 26. Dezember 1798 konnte Branchu in der Rolle der Antigone am Opéra Garnier erfolgreich debütieren; die Oper Œdipe à Colone von Antonio Sacchini basierte auf der Tragödie von Sophokles. Später wechselte sie an das Théâtre de la Republique, wo sie als Iphigenie in Christoph Willibald Glucks Oper Iphigénie en Aulide erstmals zu sehen war. Ab dieser Zeit sang Branchu u. a. mit Jean-Henry Gourgaud und Pierre-Jean Garat.
1800 heiratete Branchu in Paris den Tänzer Isaac Branchu und hatte mit ihm zwei Kinder.
Am 27. Februar 1826 gab Branchu in der Oper Olimpie ihre Abschiedsvorstellung.
Als sich die politische Lage wieder beruhigt und sich die Julimonarchie konstituiert hatte, ließ sich Branchu in der Rue Coquenard Nr. 20 nieder. Dort starb sie 18 Tage vor ihrem 70. Geburtstag am 14. Oktober 1850 und fand ihre letzte Ruhestätte auf dem Friedhof Père-Lachaise (Division 23).

## Rollen (Auswahl)
- Antigone – Œdipe à Colone von Antonio Sacchini
- Iphigenie – Iphigénie en Aulide von Christoph Willibald Gluck
- Statira – Olimpie von Gaspare Spontini
- Amazily – Fernand Cortez von Gaspare Spontini
- Julia – La vestale von Gaspara Spontini
- Noraïme – Les Abéncerages von Luigi Cherubini
- Corinne – Anacréon ou l’amour fugitif von Luigi Cherubini
- Proserpina – Proserpine von Giovanni Paisiello